# Arctic Monkeys
Arctic Monkeys is een Britse indierockband uit Sheffield, Engeland. De band, die in 2002 werd opgericht, bestaat uit zanger-gitarist Alex Turner, gitarist Jamie Cook, bassist Nick O'Malley en drummer Matthew Helders. Tot 2006 was Andy Nicholson bassist van de band.
In 2004 en 2005 kreeg de band bekendheid door het verspreiden van hun demo's via het internet. Dit zorgde voor een mediahype rondom Arctic Monkeys en maakte hun debuutalbum Whatever people say I am, that's what I'm not in 2006 het best verkopende debuut ooit in het Verenigd Koninkrijk. Evenals het album bereikten de singles "I Bet You Look Good on the Dancefloor" en "When the Sun Goes Down" de nummer 1-positie in het land. Een jaar later volgde het tweede album Favourite Worst Nightmare, met leadsingle "Brianstorm". In 2009 verscheen het derde album Humbug, geproduceerd door Josh Homme en James Ford. Sinds 2012 wonen de bandleden in Los Angeles.
De band werd op hun debuutalbum gekenmerkt door hun snelle, agressieve postpunk en Turners teksten die gebaseerd waren op eigen observaties en ervaringen in Sheffield. Met de komst van hun latere albums evolueerde het geluid meer richting psychedelische en alternatieve rock.

## Biografie

### 2002 - 2005: Oprichting en bekendheid via internet
Alex Turner en Matt Helders, twee buurjongens uit High Green (een buitenwijk van Sheffield), begonnen in 2001 met het spelen van muziek toen ze beiden een gitaar als kerstcadeau ontvingen. Turner en Helders zaten op Stockbridge High School, maar verlieten deze school toen ze zestien waren. Op Stockbridge ontmoette het duo Jamie Cook en bassist Andy Nicholson, met wie ze in 2002 een band vormden. Helders, die nog geen instrument bespeelde, schafte een drumstel aan nadat de overige leden al gitaren hadden. Tijdens het oefenen was ook Glyn Jones aanwezig, vriend en de eerste zanger van de groep. De eerste stappen tot een band waren lang niet serieus: nog niemand was bekwaam met een instrument en het eerste nummer heette Matt Dave Rock Song, door de band later omschreven als 'rotzooi'.
Het vijftal begon met het oefenen in de garage van Turner onder de naam Bang Bang. Jones stapte na een paar maanden uit de band, waarop Turner besloot te gaan zingen. Later werd ook de bandnaam veranderd in Arctic Monkeys. De band vond een echte oefenruimte in Neepsend en na een jaar lang oefenen en nummers schrijven vond in juni 2003 het eerste optreden plaats in The Grapes, een pub in Sheffield. In augustus 2003 vroeg Turner aan lokale producer Alan Smyth of hij een demo voor de band wilde opnemen. Op dat moment had Arctic Monkeys vier nummers; tijdens concerten werd de set gevuld met onder andere The Vines- en The White Stripes-covers. Smyth introduceerde de band aan muzikant Geoff Barradale, die zich aansloot als manager en vier demo's financierde. Barradale zorgde ook voor een lange reeks concerten in Noord-Engeland, zodat er een fanbase opgebouwd kon worden.
Tijdens deze optredens werden er gratis demo's uitgedeeld, vaak door de bandleden zelf gebrand. Dit bleek succesvol: fans plaatsten de nummers op het internet, waardoor het bereik van de band nog groter werd. De band zelf had hier geen problemen mee: "We maakten deze demo's niet om geld te verdienen. We gaven ze toch al gratis weg tijdens concerten - een betere manier voor mensen om ze te horen. Tevens maakte het ook de shows beter, omdat iedereen de teksten kon meezingen". Zelf hadden de bandleden nooit iets op het internet geplaatst. Er verscheen een MySpace van de band, alhoewel ze zelf nog nooit van de website gehoord hadden. Een nieuw hoogtepunt kwam in maart 2005 toen ze de lokale bar The Harley uitverkochten, twee maanden voor de uitgave van een officiële plaat. Deze ep was Five Minutes with Arctic Monkeys, bestaande uit twee nummers en gelimiteerd tot 1500 kopieën.

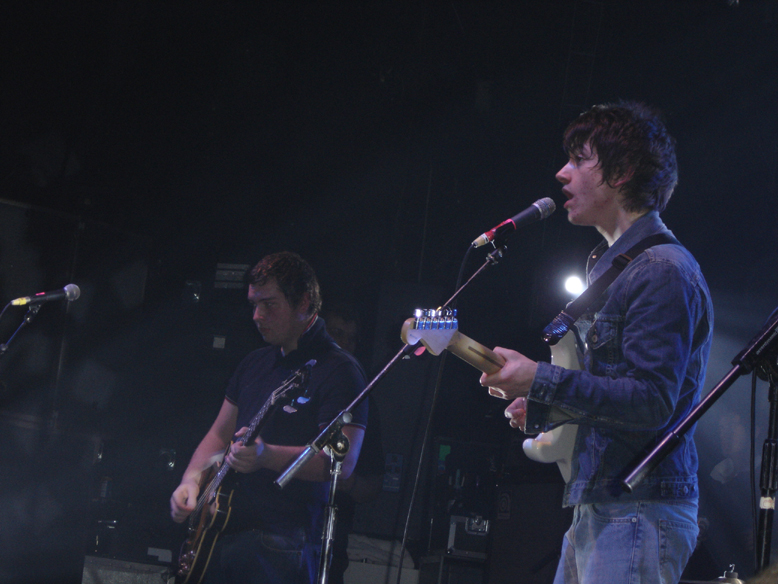
Alex Turner (rechts) en Andy Nicholson in Newcastle Academy in januari 2006.

In april verkreeg Arctic Monkeys hun eerste artikel in de nationale pers; de Daily Star omschreef ze als "de meest opwindende band die dit jaar verschijnt". Er ontstond een jacht van platenmaatschappijen op de band, maar lange tijd weigerden de bandleden een contract te ondertekenen. Dit hield in dat ze af en toe scouts moesten weigeren van hun concerten. In juni 2005 tekende Arctic Monkeys toch een platencontact bij Domino Records. Die zomer speelde de band voor het eerst op de Reading en Leeds Festivals. De aandacht van de pers nam toe; de British Broadcasting Corporation (BBC) noemde ze "alles wat je laat realiseren dat je niets met je armzalige leven hebt gedaan. Ah, om jong en getalenteerd te zijn". De band werd door de BBC omschreven als de 'meest gehypete band van het jaar', terwijl The Independent ze 'UK's Next Really Big Thing' noemde.

### 2005 - 2006:Whatever people say I am, that's what I'm not
Na de zomer begon de band aan de opnamen van een debuutalbum. Deze sessies werden afgerond in oktober.
Die maand begon Arctic Monkeys aan een Europese en Noord-Amerikaanse toer, waarbij onder andere Paradiso en Botanique werden aangedaan. Tijdens de toer stond de band ook in een uitverkocht London Astoria voor 2000 mensen. Tevens wist de band op te vallen door met hun debuutsingle "I Bet You Look Good on the Dancefloor" op de eerste plaats binnen te komen in de UK Singles Chart. Hetzelfde gebeurde met de tweede single "When the Sun Goes Down" in januari 2006. Rondom de Arctic Monkeys ontstond een mediahype, waarbij veel media ze omschreven als 'de beste band van het decennium'. Turner verklaarde hierover: "Het stijgt nu tot zulke hoogten dat, als het nu geen kanker geneest of armoede in steden oplost, het een ramp wordt".
In dezelfde maand verscheen het debuutalbum Whatever people say I am, that's what I'm not. Deze plaat werd in de eerste week 363.735 maal verkocht en was daardoor best verkopende debuutalbum ooit in het Verenigd Koninkrijk. Whatever... won verschillende prijzen: het kreeg de Mercury Music Prize, NME, Time Magazine en Q Magazine verkozen het tot 'het album van het jaar', het won dezelfde prijs op de Brit Awards in 2007 en het werd genomineerd voor een Grammy Award. De Arctic Monkeys-leden bouwden een reputatie op door het afwezig zijn bij media-optredens en bij de Brit Awards. Ook werd een optreden bij Top of the Pops geweigerd. Een nieuwe ep volgde snel: in april verscheen Who the fuck are Arctic Monkeys?, een plaat met vier nieuwe nummers. De band koos voor de titel als cynische reactie op de hype die was ontstaan. In april werd de dvd Scummy Man uitgebracht. De vrouw die in hun tweede single "When the Sun Goes Down" voorkomt, komt ook voor in deze korte film. In 2007 won deze dvd een NME Award.
Eind mei, vlak voordat Arctic Monkeys een Amerikaanse toer zouden beginnen, verliet Nicholson tijdelijk de band. Als reden werd vermoeidheid aangegeven. Zijn vervanger werd Nick O'Malley, bassist bij The Dodgems. In juni werd bekendgemaakt dat Nicholson de band definitief zou verlaten. O'Malley werd daarop de vaste bassist. Later bleek dat Nicholson geweigerd had om verder te toeren, en dat de overige bandleden Nicholson ontslagen hadden na terugkeer uit de Verenigde Staten. Turner over de situatie: "We bevonden onszelf in een situatie waarbij we vooruit wilden". Cook benadrukte dat ze wel vrienden bleven: "Iedereen zegt nu wel dat we klootzakken zijn en hem slecht hebben behandeld, maar dat weten ze niet. Wij weten de waarheid, Andy weet het en alleen dat maakt iets uit".

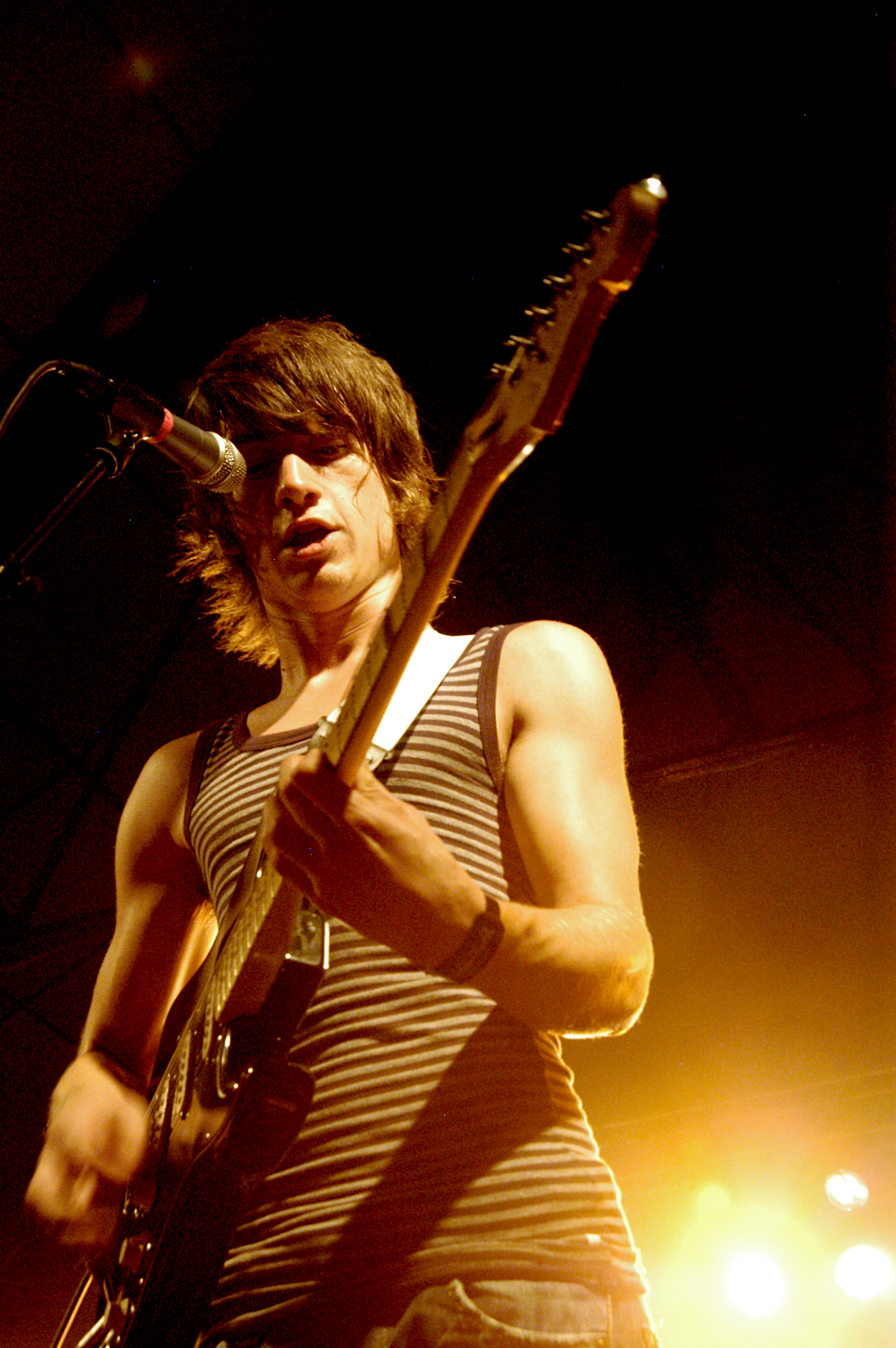
Alex Turner tijdens een concert in Stockholm in 2006.

De eerste uitgave na de komst van O'Malley was de single "Leave Before the Lights Come On". In de zomer was Arctic Monkeys te zien op Rock Werchter, Pukkelpop en Lowlands. Ook stonden ze op het hoofdpodium tijdens de Reading en Leeds Festivals, hun meest grootschalige optreden in het Verenigd Koninkrijk tot op dat moment.

### 2006 - 2007:Favourite Worst NightmareenOld Trafford-optreden
In het najaar begon de band met het schrijven en opnemen van een vervolgalbum. De sessies vonden plaats in Londen met producer James Ford. Aanvankelijk probeerden de bandleden één jaar na het debuut de plaat gereed te hebben. Dat lukte niet, mede doordat de bandleden volgens Turner 'te veel druk' op zichzelf hadden gelegd. Turner over het album: "De nummers klinken heel anders dan die van het eerste album. Toen sloten we ons op in een niemandsland, nu zaten we midden in The Smoke (Londen), met het uitgaan en dergelijke. Ik denk dat dat misschien een beetje in de songs tot uiting komt." Het tweede album Favourite Worst Nightmare kwam uit op 23 april 2007, met "Brianstorm" als eerste single. Het album werd lovend ontvangen in de gespecialiseerde pers en de daarmee samenhangende goede verkoop liet niet lang op zich wachten: het album kwam op 28 april binnen op nummer 1 van de Nederlandse Album Top 100. In het Verenigd Koninkrijk verschenen alle twaalf nummers van het album in de top 200 van de UK Singles Chart. Favourite Worst Nightmare werd daarnaast opnieuw genomineerd voor een Mercury Music Prize.
De tweede single van het album "Fluorescent Adolescent" werd uitgebracht op 9 juli. Arctic Monkeys toerde ter promotie van het album eerst door het Verenigd Koninkrijk en de Verenigde Staten. Hierna werden de grotere festivals aangedaan. Op 28 en 29 juli 2007 gaf de band een eigen optreden op de Old Trafford Cricket Ground voor 50.000 mensen per avond. De bandleden kozen hiervoor om te voldoen aan de continue vraag naar tickets en om volledige controle over het evenement te hebben. De wens was om er een homecoming gig van te maken, maar in Sheffield werd geen geschikt terrein gevonden. In het najaar gaf de band concerten in Noord- en Zuid-Amerika, Australië en Azië, om in november de toer af te sluiten met optredens in Londen, Manchester en Aberdeen.
In dezelfde maand bracht de band onder het pseudoniem The Death Ramps een ep uit, met de nummers "Death Ramps" en "Nettles". Deze twee nummers fungeerden ook als B-kant voor de derde single "Teddy Picker". Op 17 december volgde het laatste optreden van het jaar, wederom in Manchester. Het concert werd opgenomen voor een latere dvd-uitgave.

### 2008 - 2010:Humbug
Arctic Monkeys begon in januari 2008 met het schrijven van nieuwe nummers. In januari werden zes nummers opgenomen. De band had op dat moment bijna de neiging om een heel album te maken, maar koos voor een rustiger tempo en stelde het verdere werk uit tot de zomer. Turner hierover: "Het was goed om even een pauze te hebben - niet alleen voor ons, maar ook om iedereen een adempauze te gunnen. Voor dit album moesten we wat meer tijd nemen". Turner had hierdoor ook meer tijd voor zijn andere band The Last Shadow Puppets. In juli kwamen de bandleden samen in Sheffield om aan de sessies te beginnen met James Ford als producer, die het werk alvast 'psychedelisch' noemde. Een maand later volgde echter een wijziging van plannen: er kwam een samenwerking met Josh Homme, die de band uitnodigde in de Rancho De La Luna studio's in Joshua Tree (Verenigde Staten). Homme nam verder ook de productie op zich voor het nieuwe album.
Het optreden van de band in december 2007 in het Manchester Apollo dat werd opgenomen, werd in 2008 uitgebracht. De dvd Arctic Monkeys Live at the Apollo verscheen op 3 november en werd geregisseerd door Richard Ayoade. De film ging in oktober in première in een reeks cinema's in het Verenigd Koninkrijk. De eerste vertoning was op 8 oktober in de Londense Rex Cinema, waarbij de bandleden en Ayoade zelf aanwezig waren. Eind 2008 ging de band verder met het werk aan het derde album.
In januari 2009 speelde de band voor het eerst in een jaar weer een concert. Het vond als onderdeel van een Australische toer plaats in Wellington en bevatte vier niet eerder gehoorde nummers. In juni werd de naam en datum van uitgave van het album bekendgemaakt: Humbug werd op 24 augustus uitgebracht. Op 30 juli werd een online-concert gegeven waarbij internetters vijf nieuwe nummers te horen kregen, waaronder de eerste single "Crying Lightning". Later verschenen er nog twee singles: "Cornerstone" en "My Propeller". Ook stond de band weer op Pukkelpop en Lowlands, evenals een reeks overige Europese festivals. Eind augustus was Arctic Monkeys met Kings of Leon en Radiohead de headliners op de Reading en Leeds Festivals.

### 2011 - 2013:Suck It And See
Op donderdag 10 maart 2011 kondigden Arctic Monkeys hun vierde studio-album, genaamd Suck It and See, aan voor een uitgave op 6 juni 2011. Het album bevat 12 nummers, waarvan het nummer "Brick by brick" al eerder op YouTube te vinden was. Het nummer "Don't Sit Down 'Cause I've Moved Your Chair" zal als eerste single uitgebracht worden en digitaal uitkomen op 11 april 2011.
Tijdens de openingsceremonie van de Olympische Spelen 2012 in Londen speelden de Arctic Monkeys twee nummers ("I Bet You Look Good on the Dancefloor" en een cover van The Beatles' song "Come Together") voor de ogen van een groot publiek waaronder aanwezig Queen Elizabeth. Verder is de openingsceremonie over de hele wereld door honderden miljoenen mensen bekeken.

### 2013 - 2017:AM
In 2012 werd aan het vijfde studioalbum AM gewerkt. Opnames zijn onder andere gemaakt in de opnamestudio Rancho de la Luna, Joshua Tree (Verenigde Staten). Josh Homme is zoals op vorige albums ook op dit album te horen. In mei 2013 begon de band al aan hun tour en deed daarbij onder andere Best Kept Secret en het Hurricane Festival aan. Drie singles bracht de band uit voor het album werd gelanceerd, namelijk "R U Mine?", "Do I Wanna Know?" en "Why'd You Only Call Me When You're High?". Op 9 september 2013 werd AM uitgebracht en  het album wist uit te groeien tot het populairste album van de band. Het stond één week op nummer één in de Nederlandse Album Top 100 en twee weken in de Vlaamse Ultratop 50.
Op 24 augustus 2014 kondigde de band na hun tour tijdelijk uit elkaar te gaan. Alex Turner ging in 2016 weer met Miles Kane de studio in om aan het tweede album van The Last Shadow Puppets te werken en Matt Helders was als drummer te horen op het album Post Pop Depression van Iggy Pop.

### 2017 - 2022:Tranquility Base Hotel & Casino
Eind 2016 kwamen de bandleden weer bij elkaar in Sheffield. Zanger Alex Turner bevestigde later tegenover de BBC dat er gewerkt wordt aan een nieuw album. Op 5 april 2018 werd bekend dat het nieuwe album Tranquility Base Hotel & Casino zou gaan heten. Er verscheen een teaser op YouTube, waarvan de laatste paar seconden bestaan uit de riff van het nummer "Four out of Five". Er worden meer nummers op piano gespeeld, minder gitaarsound en het is een andere stijl dan AM.
Op 2 mei 2018 speelde de band voor het eerst een aantal nummers van het album in San Diego. Al snel verschenen opnames van deze nummers gemaakt door fans op internet. Negen dagen later kwam het album uit. Op 8 juni 2018 zond de BBC een 30 minuten durende Radio 1-sessie uit met de band en in oktober 2018 gaf de band een concert op het Voodoo Experience-festival met onder meer Mumford & Sons. Het album was genomineerd voor de 61e Grammy's als Best Alternative Music Album, Four out of Five als Best Rock Performance.

### 2022:The Car
Op 21 oktober 2022 kwam het album The Car uit. De eerste single hieruit There’d Better Be A Mirrorball werd uitgebracht op 30 augustus 2022. Daarna volgde nog twee singles voor de lancering van het nieuwe album. Qua muziekstijl leunt het meer aan bij hun vorige rustigere album Tranquility Base Hotel & casino dan bij hun eerdere werk. Het album werd in de media goed ontvangen en de Rolling Stone UK riep het in december van dat jaar uit tot het "album van het jaar". There’d Better Be A Mirrorball was genomineerd voor de 65e Grammy's als Best Alternative Music Performance.

## Muziekstijl

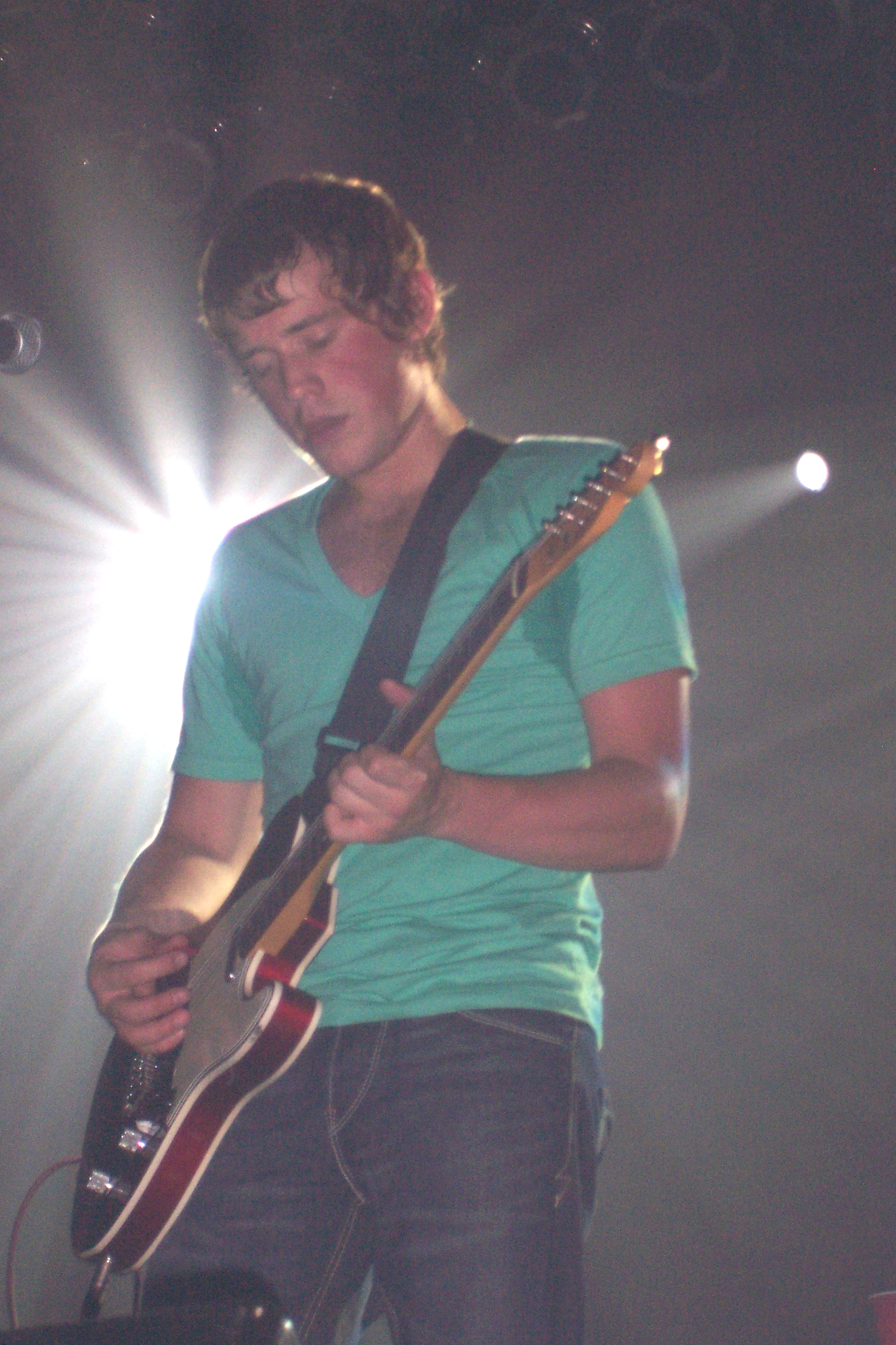
Gitarist Jamie Cook op het podium in juni 2006.

Volgens Allmusic zorgde "het destilleren van het geluid van Franz Ferdinand, The Clash, The Strokes en The Libertines tot een hybride van stoere indierock en dansbare neo-punk ervoor dat Arctic Monkeys een van de grootste bands van het nieuwe millennium werd". Kenmerkend voor hun eerste album waren het snelle tempo en teksten over jeugdervaringen in hun eigen High Green, Sheffield. Hun derde album, Humbug, klinkt meer psychedelisch dan de eerdere albums. Het album is een mix van indierock, hardrock en psychedelische rock. Turner zingt met een Yorkshire-accent, het resultaat van het opgroeien in Sheffield.
De teksten van Arctic Monkeys-nummers, geschreven door Alex Turner, gaan vaak over het leven van de Engelse jeugd. Daarbij werden eigen ervaringen verwerkt in de nummers, waardoor de thema's vaak hun eigen omgeving in High Green en persoonlijke gebeurtenissen zijn. Onderwerpen waren onder andere uitsmijters (in "From the ritz to the rubble"), prostituees (in "When the sun goes down") en politie (in "Riot van"). Deze teksten zorgen daardoor voor een bepaalde herkenning bij Engelsen zelf, onderstreept door The Guardian: "Alex Turner kan teksten schrijven die een universele rilling van herkenning kan veroorzaken". Turner over zijn teksten: "Er zijn zaken waarin mensen zichzelf waarschijnlijk kunnen herkennen, maar ik denk dat veel van onze teksten erg letterlijk zijn. Sommige zaken kun je gewoon niet anders interpreteren. Maar andere delen worden meer dan dat: ze doen mensen denken aan een bepaalde gebeurtenis of periode in hun leven".
Whatever people say I am, that's what I'm not werd door Turner behandeld als een conceptalbum. Producer Jim Abbiss: "[Arctic Monkeys] was de eerste band waarmee ik werkte die de nummers voor de opnamen al op volgorde had gelegd. Alex was er heel erg mee bezig door het gehele album heen een verhaal te vertellen over hun leven en wat ze allemaal aan het doen zijn". Dankzij Turners Yorkshire-accent verschijnen er in de teksten enkele woorden die in de rest van het Verenigd Koninkrijk niet bekend zijn, zoals 'reet', 'summat' (something) en 'owt' (nothing). Ook de titel Mardy Bum is geen Standaardengels; 'mardy' is Yorkshire voor lastig of onvoorspelbaar.

## Bezetting
- Alex Turner: leadzanger/gitarist (2002-heden)
- Jamie Cook: gitarist (2002-heden)
- Nick O'Malley: bassist (2006-heden)
- Matthew Helders: drummer (2002-heden)

### Voormalige bandleden
- Andy Nicholson: bassist (2002-2006)
- Glyn Jones: leadzanger (2002)

### Meetourende muzikanten
- Scott Gillies: gitaar (2013-heden), lap-steel gitaar (2018-2019), toetsen (2012-2014, 2022-heden)
- Tom Rowley: gitaar, toetsen, achtergrondzang (2013-heden), lap-steel gitaar (2018-heden), percussie (2013-2014)
- Davey Latter: percussie (2013-heden)
- Tyler Parkford: toetsen, achtergrondzang (2018-heden)

### Voormalige meetourende muzikanten
- John Ashton: toetsen, achtergrondzang (2009-2011), percussie, gitaar (2009-2010)
- Ben Partons: toetsen (2011-2012)

## Discografie

### Albums
| Album met eventuele hitnotering(en) in de Nederlandse Album Top 100 | Datum van verschijnen | Datum van binnenkomst | Hoogste positie | Aantal weken | Opmerkingen |
| ------------------------------------------------------------------- | --------------------- | --------------------- | --------------- | ------------ | ----------- |
| Whatever People Say I Am, That's What I'm Not                       | 27-01-2006            | 28-01-2006            | 8               | 56           |             |
| Favourite Worst Nightmare                                           | 20-04-2007            | 28-04-2007            | 1(1wk)          | 22           |             |
| Humbug                                                              | 21-08-2009            | 29-08-2009            | 2               | 11           |             |
| Suck It and See                                                     | 03-06-2011            | 11-06-2011            | 6               | 14           |             |
| AM                                                                  | 09-09-2013            | 14-09-2013            | 1(1wk)          | 215          |             |
| Tranquility Base Hotel & Casino                                     | 11-05-2018            | 19-05-2018            | 1(1wk)          | 13           |             |
| The Car                                                             | 21-10-2022            | -                     | -               | -            |             |

| Album met hitnotering(en) in de Vlaamse Ultratop 200 albums | Datum van verschijnen | Datum van binnenkomst | Hoogste positie | Aantal weken | Opmerkingen |
| ----------------------------------------------------------- | --------------------- | --------------------- | --------------- | ------------ | ----------- |
| Whatever People Say I Am, That's What I'm Not               | 2006                  | 28-01-2006            | 9               | 96*          |             |
| Favourite Worst Nightmare                                   | 2007                  | 28-04-2007            | 3               | 37*          |             |
| Humbug                                                      | 2009                  | 29-08-2009            | 1(1wk)          | 14           |             |
| Suck It and See                                             | 2011                  | 11-06-2011            | 2               | 19           |             |
| AM                                                          | 2013                  | 14-09-2013            | 1(2wk)          | 260*         |             |
| Tranquility Base Hotel & Casino                             | 2018                  | 19-05-2018            | 1(2wk)          | 42           |             |

### Singles
| Single met eventuele hitnotering(en) in de Nederlandse Top 40 | Datum van verschijnen | Datum van binnenkomst | Hoogste positie | Aantal weken | Opmerkingen                 |
| ------------------------------------------------------------- | --------------------- | --------------------- | --------------- | ------------ | --------------------------- |
| I Bet You Look Good on the Dancefloor                         | 17-10-2005            | -                     |                 |              | Nr. 99 in de Single Top 100 |
| When the Sun Goes Down                                        | 16-01-2006            | 11-02-2006            | tip14           | -            | Nr. 72 in de Single Top 100 |
| Brianstorm                                                    | 02-04-2007            | -                     |                 |              | Nr. 36 in de Single Top 100 |
| Teddy Picker                                                  | 03-12-2007            | -                     |                 |              | Nr. 98 in de Single Top 100 |
| Don't Sit Down 'Cause I've Moved Your Chair                   | 2011                  | -                     |                 |              | Nr. 55 in de Single Top 100 |
| Do I Wanna Know?                                              | 2013                  | -                     |                 |              | Nr. 62 in de Single Top 100 |

| Single met hitnotering(en) in de Vlaamse Ultratop 50 | Datum van verschijnen | Datum van binnenkomst | Hoogste positie | Aantal weken | Opmerkingen |
| ---------------------------------------------------- | --------------------- | --------------------- | --------------- | ------------ | ----------- |
| When the Sun Goes Down                               | 16-01-2006            | 18-02-2006            | tip12           | -            |             |
| Brianstorm                                           | 13-04-2007            | 21-04-2007            | tip9            | -            |             |
| Fluorescent Adolescent                               | 2007                  | 09-06-2007            | tip7            | -            |             |
| Teddy Picker                                         | 03-12-2007            | 05-01-2008            | tip25           | -            |             |
| 505                                                  | 2007                  | 29-03-2008            | tip14           | -            |             |
| Crying Lightning                                     | 2009                  | 18-07-2009            | tip13           | -            |             |
| Cornerstone                                          | 2009                  | 07-11-2009            | tip18           | -            |             |
| My Propeller                                         | 22-03-2010            | 03-04-2010            | tip7            | -            |             |
| Don't Sit Down 'Cause I've Moved Your Chair          | 25-04-2011            | 18-06-2011            | 50              | 1            |             |
| The Hellcat Spangled Shalalala                       | 2011                  | 30-07-2011            | tip15           | -            |             |
| Suck It and See                                      | 2011                  | 29-10-2011            | tip20           | -            |             |
| Black Treacle                                        | 2012                  | 18-02-2012            | tip25           | -            |             |
| R U Mine?                                            | 2012                  | 12-05-2012            | tip11           | -            |             |
| Do I Wanna Know?                                     | 21-06-2013            | 06-07-2013            | 33              | 6            | Goud        |
| Why'd You Only Call Me When You're High              | 12-08-2013            | 21-09-2013            | 31              | 2            |             |
| Arabella                                             | 28-10-2013            | 09-11-2013            | tip7            | -            |             |
| One for the Road                                     | 02-12-2013            | 07-12-2013            | tip76           | -            |             |
| Snap Out of It                                       | 26-05-2014            | 07-06-2014            | tip2            | -            |             |
| Fireside                                             | 10-11-2014            | 15-11-2014            | tip9            | -            |             |
| Four Out of Five                                     | 11-05-2018            | 19-05-2018            | 45              | 2            |             |
| Tranquility Base Hotel & Casino                      | 27-07-2018            | 25-08-2018            | tip7            | -            |             |
| One Point Perspective                                | 07-12-2018            | 15-12-2018            | tip8            | -            |             |
| 505 (Live)                                           | 20-11-2020            | 28-11-2020            | tip38           | -            |             |
| Arabella (Live)                                      | 04-12-2020            | 12-12-2020            | tip             | -            |             |

### Dvd's
| Dvd's met eventuele hitnoteringen in de Nederlandse Music Top 30 | Datum van verschijnen | Datum van binnenkomst | Hoogste positie | Aantal weken | Opmerkingen |
| ---------------------------------------------------------------- | --------------------- | --------------------- | --------------- | ------------ | ----------- |
| Scummy Man                                                       | 10-04-2006            | -                     |                 |              |             |
| At the Apollo                                                    | 03-11-2008            | 15-11-2008            | 7               | 9            |             |

### Ep's
| Jaar | album |
| ---- | --- |
| 2005 | Five Minutes with Arctic Monkeys - Uitgave: 30 mei 2005 - Platenmaatschappij: Bang Bang - Formaten: cd, 7-inch         |
| 2006 | Who the fuck are Arctic Monkeys? - Uitgave: 24 april 2006 - Platenmaatschappij: Domino Records - Formaten: cd, 10-inch |

## Hitlijsten

### NPO Radio 2 Top 2000
| Nummers met noteringen in de NPO Radio 2 Top 2000 | '14  | '15  | '16  | '17  | '18  | '19  | '20  | '21  | '22  | '23  | '24  |
| ------------------------------------------------- | ---- | ---- | ---- | ---- | ---- | ---- | ---- | ---- | ---- | ---- | ---- |
| 505                                               | -    | -    | -    | -    | -    | -    | -    | -    | 1992 | 381  | 315  |
| Do I Wanna Know?                                  | 1029 | 196  | 297  | 337  | 285  | 324  | 288  | 258  | 184  | 253  | 283  |
| Fluorescent Adolescent                            | -    | -    | 1234 | 1289 | 1097 | 1295 | 1236 | 1197 | 924  | 1050 | 1226 |
| I Bet You Look Good on the Dancefloor             | -    | 1993 | 648  | 682  | 639  | 738  | 690  | 676  | 537  | 643  | 722  |
| Snap Out of It                                    | -    | -    | -    | -    | -    | -    | -    | -    | 1579 | 1610 | 1903 |
| When the Sun Goes Down                            | -    | -    | 1152 | 1180 | 942  | 989  | 894  | 833  | 678  | 858  | 981  |
| Why'd You Only Call Me When You're High?          | -    | -    | -    | -    | 1870 | -    | 1560 | 1190 | 853  | 1135 | 1528 |

1. ↑  Een '-' betekent dat het nummer niet was genoteerd en een vetgedrukt getal geeft de hoogste notering van een nummer aan.
2. ↑  2014 was het eerste jaar met een notering voor Arctic Monkeys.

### Tijdloze 100vanStudio Brussel
| De Tijdloze                           | 2012 | 2013 | 2014 | 2015 | 2016 | 2017 | 2018 | 2019 | 2020 | 2021 | 2022 | 2023 |
| ------------------------------------- | ---- | ---- | ---- | ---- | ---- | ---- | ---- | ---- | ---- | ---- | ---- | ---- |
| 505                                   | -    | -    | -    | -    | 66   | 43   | 37   | 36   | 19   | 13   | 13   | 20   |
| Do I Wanna Know?                      | -    | -    | -    | -    | -    | 89   | -    | -    | -    | 96   | 89   | -    |
| I Bet You Look Good on the Dancefloor | 78   | 24   | 19   | 20   | 30   | 31   | 45   | 52   | 51   | 51   | 60   | 66   |
| When the Sun Goes Down                | -    | -    | -    | -    | -    | 95   | 100  | -    | -    | 82   | -    | -    |
| R U Mine                              | -    | -    | -    | -    | -    | -    | -    | -    | 90   | 67   | 67   | 71   |

## Prijzen

### Gewonnen
| Jaar | Prijs               | Categorie                     | Album/single                                  |
| ---- | ------------------- | ----------------------------- | --------------------------------------------- |
| 2006 | Brit Awards         | Best British Breakthrough Act | [ 67 ]                                        |
| 2006 | Mercury Music Prize |                               | Whatever people say I am, that's what I'm not |
| 2006 | NME Awards          | Best New Band                 | [ 68 ]                                        |
| 2006 | NME Awards          | Best British Band             | [ 68 ]                                        |
| 2006 | NME Awards          | Album of the Year             | Whatever people say I am, that's what I'm not |
| 2006 | NME Awards          | Best Track                    | "I Bet You Look Good on the Dancefloor"       |
| 2006 | Q Awards            | Best Album                    | [ 69 ]                                        |
| 2006 | Q Awards            | People's Choice               | [ 69 ]                                        |
| 2007 | Brit Awards         | Best British Group            | [ 70 ]                                        |
| 2007 | Brit Awards         | Best British Album            | Whatever people say I am, that's what I'm not |
| 2007 | Ivor Novello Award  |                               | Whatever people say I am, that's what I'm not |
| 2007 | NME Awards          | Best Album                    | Whatever people say I am, that's what I'm not |
| 2007 | Q Awards            | Best Act in the World Today   | [ 73 ]                                        |
| 2007 | NME Awards          | Best Music DVD                | Scummy Man                                    |
| 2008 | Brit Awards         | Best British Group            | [ 74 ]                                        |
| 2008 | Brit Awards         | Best British Album            | Favourite Worst Nightmare                     |
| 2008 | NME Awards          | Best British Band             |                                               |
| 2008 | NME Awards          | Best Track                    | "Fluorescent Adolescent"                      |
| 2008 | NME Awards          | Best Video                    | "Teddy Picker"                                |

### Genomineerd
| Jaar | Prijs               | Categorie                          | Album/single                                  |
| ---- | ------------------- | ---------------------------------- | --------------------------------------------- |
| 2006 | Grammy Awards       | Best Alternative Music Album       | Whatever people say I am, that's what I'm not |
| 2006 | Grammy Awards       | Best Rock Instrumental Performance | "Chun Li's Spinning Bird Kick"                |
| 2006 | NME Awards          | Best Live Band                     |                                               |
| 2006 | Q Awards            | Best Live Act                      | [ 69 ]                                        |
| 2006 | Q Awards            | Best New Act                       | [ 69 ]                                        |
| 2006 | Q Awards            | Best Track                         | "I Bet You Look Good on the Dancefloor"       |
| 2007 | Mercury Music Prize |                                    | Favourite Worst Nightmare                     |
| 2007 | Q Awards            | Best Live Act                      |                                               |
| 2008 | Brit Awards         | Best Live Act                      | [ 74 ]                                        |
| 2008 | NME Awards          | Best Live Band                     | [ 76 ]                                        |
| 2008 | NME Awards          | Best Album                         | Favourite Worst Nightmare                     |